# Cabrillas
Cabrillas è un comune spagnolo di 527 abitanti situato nella comunità autonoma di Castiglia e León.